# Jakob Pesman
Jakob Jan Pesman (Holwierde, 31 oktober 1898 - Groningen, 9 februari 1953) was een Nederlandse burgemeester van Leens tijdens de Tweede Wereldoorlog. Hij was lid van de NSB.

## Leven en werk
Pesman werd in oktober 1898 te Holwierde in de Groningse gemeente Bierum geboren als zoon van de landbouwer Jan Pesman (1869-1944) en Aafke Smit (1875-1956). Pesman was landbouwer en handelsvertegenwoordiger te Appingedam. Hij werd in juli 1942 benoemd door de commissaris-generaal voor Bestuur en Justitie tot burgemeester van de Groningse gemeente Leens als vervanger van de burgemeester J.N. Spoelstra. Hij werd op zaterdag 22 augustus 1942 tot burgemeester geïnstalleerd in het bijzijn van Jacob Maarsingh (1892-1958) als gevolmachtigde van Anton Mussert (1894-1946). Pesman was aanhanger van de Nationaal-Socialistische Beweging en vervulde onder meer de functie van streekleider van de Nationale Jeugdstorm.